# Yoasobi
Yoasobi (Eigenschreibweise in Versalien, jap. 夜遊び bedeutend Nachtleben) ist ein japanisches Musikduo, bestehend aus dem Musikproduzenten Ayase und der Sängerin Ikura.
Das Duo ist seit 2019 musikalisch aktiv, wobei beide Musiker bereits vor der Gründung des Projektes in der Musikszene involviert waren. Yoasobi steht bei Sony Music Entertainment Japan unter Vertrag und veröffentlichte bisher sieben EPs – vier komplett auf Japanisch, drei in englischer Sprache – sowie mehrere Singles, die teilweise als Vor- bzw. Abspannmusik für verschiedene Anime-Fernsehserien genutzt wurden.
Yoasobi haben in ihrer Heimat mehrere goldene und Platin-Schallplatten erreicht und erhielten Nominierungen bei verschiedenen Musikpreisen wie den CD Shop Awards, den Japan Record Awards, den Japan Gold Disc Awards, den MTV Video Music Awards Japan und den Space Shower Music Awards.

## Konzept
Die Lieder des Duos basieren unter anderem auf Romane, Gedichten oder Kurzgeschichten, die auf der Plattform Monogatary.com veröffentlicht werden. Betrieben wird die Plattform von ihrem Label Sony Music Entertainment Japan und wird unter anderem von professionellen Autoren genutzt.
Der Name des Projektes bedeutet übersetzt Nachtleben. Diesen wählten die Musiker um ihre unterschiedlichen musikalischen Karrieren miteinander vergleichen zu können. Der repräsentative Slogan des Duos lautet „Turning novels into music“ (zu Deutsch etwa „Romane in Musik verwandeln“).

## Musikstil
Die Musik von Yoasobi wurde als eine Mischung aus Pop-, Rock- und Electronic beschrieben. Vergleichbar ist die Musik mit Gruppen wie Yorushika und Zutomayo, die für ihre animierten Musikvideos bekannt sind und ihre Wurzeln ebenfalls in der Vocaloid-Musik haben. Alle drei Gruppen werden mit dem Neologismus Yakōsei (夜好性, auf Deutsch etwa „nachtliebende Szene“ bedeutend) umschrieben, da alle drei Gruppen das Wort 夜, gesprochen ya, yo oder yoru, Nacht bedeutend, in ihrem Namen haben.
Musikalisch zeigen sich Ayase und Ikura von J-Pop – auch aus den 1980er- und 1990er-Jahren –, K-Pop sowie Westlicher Musik inspiriert, wobei Ikura, die bis zu ihrem dritten Lebensjahr in den Vereinigten Staaten lebte, auch von Disney-Soundtracks musikalisch beeinflusst wurde. Zudem hört sie viel Folk- und Country-Musik.
Ayase nannte in verschiedenen Quellen Künstler wie Exile, Sukima Switch, Kobukuro, Radwimps und Aiko als musikalische Einflüsse, während Ikura Sängerin Taylor Swift als Vorbild beschrieb.
Auch wenn die Lieder auf fiktionale Geschichten aus Romane, Kurzgeschichten oder Briefen basieren, schreibt Ayase die Stücke anhand seiner Interpretationen der literarischen Vorlagen sowie seinen eigenen Emotionen und Erfahrungen. Beim Schreiben der Musik arbeitet Ayase bei der Erarbeitung der Demo an einer Digital Audio Workstation auf seinem Laptop und der Stimmdatenbank Vocaloid, womit er jegliche gesangliche Interpretationen eines menschlichen Sängers umgeht, ehe im Anschluss der Demoerarbeitung Ikuras Gesang eingespielt wird.

## Entstehungsprozess der Musik
In einem Interview mit Crystal Bell für das Jugendmagazin Teen Vogue Anfang Januar 2023 erklärte Ayase wie die Musik des Duos entsteht. Laut Ayase entstehen die Melodien der Lieder bereits beim Lesen der Geschichten, von Romane über Kurzgeschichten bis hin zu Manga und Faneinsendungen. Er fühle sich in die geschriebene Situationen und Charaktere ein, bis diese sich wie seine eigenen Schöpfungen anfühlen. Diesen Vorgang beschreibt er als strukturlos und intuitiv, da er die jeweiligen Themen der Werke zerlegt, Teile herausnimmt und diese später in seiner Musik rekonstruiere.

„Our music, although it is based on fiction, is not completely fiction, because if you just reflect the fictional story as it is, then it wouldn't be interesting.“

„Unsere Musik ist, obwohl sie auf fiktive Geschichten basieren, nicht komplett fiktiv, denn wenn du nur die fiktive Geschichte reflektierst wie sie ist, wäre es nicht interessant.“

Bei der Erarbeitung der Lieder kommt zudem die Software und Stimmdatenbank Vocaloid zum Einsatz. Alle Demoversionen werden mithilfe dieser Software erstellt und mit einer Vocaloid-Stimme unterlegt.

„When you try to [record a demo] with another human vocalist, then the human vocalist’s habits or their characteristics or personality naturally seeps in […] That might alter what the song was intended to be before Ikura hears it. So when it's done by the Vocaloid, by Hatsune Miku, then I can show Ikura the melody lines and exactly how I want the song to be so that there's no other person's interpretation in-between.“

„Wenn du versuchst, eine Demo mit einem menschlichen Sänger aufzunehmen, fließen die Gewohnheiten, ihr Charakter oder Persönlichkeit ein […] Das kann die eigentliche Bedeutung des Liedes verändern, bevor Ikura das Lied hört. Wenn das Lied mit Vocaloid, mit Miku Hatsune, eingespielt ist, kann ich Ikura die Melodiestrukturen zeigen und darstellen, wie ich möchte, dass der Song klingt, ohne die Interpretation einer dritten Person.“

Die fertigen Demos werden später von Ikura gehört, damit sie ein Bild erhält, wie der fertige Song am Ende klingen muss. Beim Hören der Demos schreibe Ikura ihre ersten Eindrücke zu den Liedtexten auf, da diese beim späteren Einsingen von großer Bedeutung sind. Beim Einsingen der Lieder, so Ikura, schlüpfe sie in die Rollen des Protagonisten oder Erzählers der jeweiligen Geschichte auf welche die Lieder basieren.

## Geschichte

### 2019–2021: Gründungsphase, erste Veröffentlichungen undThe Book
Sowohl Ayase (* am 14. April 1994 in der Präfektur Yamaguchi) als auch Ikura (* am 25. September 2000 in Tokio) waren bereits vor der Gründung Yoasobis musikalisch aktiv. So ist Ayase als Komponist, Musikproduzent und Liedtexter aktiv und war zudem Frontsänger der Rockband Davici. Als Produzent nutzt er die Gesangssoftware Vocaloid. Im Jahr 2018 veröffentlichte er mit Sentensei Assault Girl ein Lied auf der Videoplattform Nico Nico Douga und erreichte mit dem 2019 herausgegebenen Stück Last Resort erste Bekanntheit. Im Dezember 2019 veröffentlichte er seine erste EP mit dem Titel Ghost City Tokyo. Ikura ist eine Singer-Songwriterin, die zunächst unter dem Pseudonym Ikura in Yoasobi aktiv war und zwischen 2017 und 2021 Mitglied der Coverband Plusonica gewesen ist. Als Solomusikerin veröffentlichte sie im Jahr 2016 eine Demo-CD, sowie in den Jahren 2018 und 2019 jeweils eine EP.
Im Jahr 2019 erhielt Ayase eine Anfrage von Yohei Yashiro, einem Mitarbeiter von Sony Music Entertainment Japan, der sich zu diesem Zeitpunkt für die Plattform Monogatary.com verantwortlich zeigte, um ein Musikprojekt zu gründen. Auf der Plattform können Autoren ihre Werke online veröffentlichen. Das Musikprojekt sollte dazu dienen, Lieder zu produzieren, die auf den auf der Plattform publizierten Werke basieren. Nach einer Diskussion über mögliche Sänger für dieses Projekt stieß Ayase über Instagram auf die Sängerin Ikura, mit der er das Projekt Yoasobi schließlich ins Leben rief. Das erste Lied des Projektes, Yoru ni Kakeru, basiert auf der Kurzgeschichte Thanatos no Yūwaku der Schriftstellerin Mayo Hoshino. Dieses Lied ging während der COVID-19-Pandemie auf den sozialen Medien viral, wodurch das Lied an die Spitze diverser Charts japanischer Streamingdienste erreichte. Das Lied erreichte später die Spitze der Billboard Japan Hot 100 und verblieb mehrere Wochen in den Charts. Zum Jahreswechsel konnte sich das Lied an der Spitze der japanischen Jahrescharts von Billboard behaupten, als erstes Lied überhaupt, welches lediglich auf digitaler Ebene veröffentlicht wurde. Yoru no Kakeru ist zudem das erste Lied in der Geschichte der Recording Industry Association of Japan (RIAJ), welches eine Diamantene Schallplatte für Musikstreaming erreichte.
Im Januar 2020 veröffentlichte das Duo das Lied Ano Yume o Nazotte, welches auf der Kurzgeschichte Yume no Shizuku to Hoshi no Hana von Sōta Isshiki basiert. Die dritte Single, Halzion, basiert auf Soredemo, Happy End von Shunki Hashizume. Es wurde als erste Zusammenarbeit mit einem professionellen Schriftsteller beschrieben, während die ersten beiden Lieder auf Werken von Amateurschriftsteller aufbauen. Im Juli gleichen Jahres erfolgte die Herausgabe des Liedes Tabun, welches auf der gleichnamigen Geschichte von Hoshino basiert, welches den ersten Yoasobi Contest gewinnen konnte. Basierend auf den Manga Blue Period und dessen Kurzgeschichte Ao o Mikata ni wurde das Lied Gunjō am 1. September veröffentlicht. Am 18. Dezember erschien mit Haruka ein weiteres Lied, dass den Inhalt des Romans Tsuki Ōji von Osamu Suzuki wiedergibt. Das Jahr 2020 beendete das Duo mit einem Auftritt auf dem Kōhaku Uta Gassen, wo Yoasobi mit ihrem Lied Yoru no Kakeru antrat.
Alle im Jahr 2020 wurden am 6. Januar 2021 als EP zusammengefasst und unter dem Titel The Book auf physischer Ebene veröffentlicht. Als Bonusmaterial wurden drei zusätzliche Lieder auf die CD gepackt, darunter das Stück Encore, welches auf Sekai no Owari to, Sayonara no Uta von Kanami Minakami basiert. Die EP erreichte Platz zwei der japanischen Albumcharts von Oricon. Es verkaufte sich im Jahr 2021 knapp 150.000 mal und wurde im gleichen Zeitraum 100.000 mal heruntergeladen, wodurch die EP zwischenzeitlich sowohl für CD-Verkäufe als auch Musikdownloads in Japan mit einer goldenen Schallplatte ausgezeichnet wurde.

### 2021:The Book 2undE-Side-EPs
Im November des Jahres 2020 wurde bekannt gegeben, dass Yoasobi den Vor- und Abspanntitel zur zweiten Staffel der Anime-Fernsehserie Beastars interpretieren werden. Das Lied, Kaibutsu, basiert auf eine Geschichte aus dem Franchise, welches der Mangaka Paru Itagaki exklusiv für die Entstehung des Liedes schrieb. Der Abspann trägt den Titel Yasashii Suisei, welche zunächst getrennt voneinander auf digitaler Ebene veröffentlicht wurde und im März 2021 gemeinsam als Single-CD erschien. Diese erreichte mit 24.000 verkauften Einheiten Platz zwei der heimischen Singlecharts von Oricon und wurde vom US-amerikanischen Time-Magazin auf Platz fünf der zehn besten Lieder des Jahres 2021 gelistet.
Am 14. Februar 2021 absolvierten Yoasobi ihr erstes Onlinekonzert, welches von 40.000 Zuschauern gesehen wurde. Am 10. Mai erschien Mō Sukoshi Dake, welches als Titellied für die Morgensendung Mezamashi TV des Fernsehsenders Fuji TV genutzt wird und auf einen Roman von Chiharu basiert, dass einen Wettbewerb des Fernsehformats gewinnen konnte. Mit Sangenshoku, dass auf einem Werk von Yūichirō Komikado gründet, erschien am 2. Juli ein Lied, welches vom Mobilfunkanbieter NTT DOCOMO zu Werbezwecken ihres Netzwerkanbieters ahama genutzt wurde. Im Rahmen einer Kooperation mit Uniqlo spielte die Gruppe ein kostenloses Konzert, welches auf YouTube gestreamt und von 280.000 Zuschauern weltweit angesehen wurde.
Am 9. August 2021 folgte die Veröffentlichung des Liedes Loveletter, welches auf den Brief Ongaku-san e von Natsume fußt. Natsume gewann zuvor im Jahr 2020 mit diesem Werk das Letter Song Project, ein Wettbewerb des Programmformates Sunday’s Post des Radiosenders Tokyo FM, welches allerdings zum nationalen Postunternehmen Japan Post Service gehört. Einen Monat später erschien Taishō Roman, welches auf den Roman Taishō Romance von Natsu basiert, dass zuvor die zweite Austragung des Yoasobi Contests gewinnen konnte. Am gleichen Tag erschien zudem das Stück Tsubame in Zusammenarbeit mit der Kinderband Midories, dass auf die Kurzgeschichte Chiisana Tsubame no Ōkina Yume von Nana Ototsuki basiert und als Titellied für die Kindersendung Hirogare! Irotoridori des Fernsehsenders NHK genutzt wird.
Am 1. Dezember 2021 erschien mit The Book 2 die zweite EP des Musikduos, die alle im Jahr 2021 veröffentlichten Singles enthält. Die EP erreichte wie sein Vorgänger Platz zwei in den heimischen Albumcharts und erhielt zwischenzeitlich eine goldene Schallplatte für physische Verkäufe in Japan. Am 4. und 5. Dezember spielte die Gruppe ihr erstes Konzert vor Publikum überhaupt im Nippon Budōkan. Am Silvesterabend des Jahres 2021 spielte die Gruppe zum zweiten Mal beim Musikwettbewerb Kōhaku Uta Gassen, wo die Gruppe ihr Lied Gunjō in Begleitung eines Orchesters im Wettbewerb spielte und Tsubame mit den Midories mit einem Spezialauftritt aufführte.
Ebenfalls im Jahr 2021 begann die Gruppe erstmals englischsprachige Lieder zu veröffentlichen. Dabei handelt es sich um übersetzte Versionen ihrer Lieder, die zuvor in japanischer Sprache veröffentlicht wurden. Das erste Lied, welches von Konnie Aoki übersetzt wurde, ist Yoru no Kakeru, welches im Juli unter dem Titel Into the Night herausgegeben wurde. Dem folgten mit Monster und RGB im Juli, sowie Blue im Oktober drei weitere in Englisch übersetzte Singles. Am 12. November 2021 erschien mit E-Side eine EP, die lediglich die ins Englische übersetzten Lieder enthält. Diese EP erreichte Platz eins der Digital-Albumcharts von Oricon, verpasste aber einen Einstieg in den nationalen Albumcharts.

### Seit 2022:Hajimete no,The Book 3und internationaler Durchbruch
Yoasobi taten sich mit vier Gewinnerinnen des Naoki-Preises zusammen um ein neues Projekt zu starten. Gemeinsam mit den Romanautorinnen Rio Shimamoto, Mizuki Tsujimura, Miyuki Miyabe und Eto Mori wurde im Jahr 2022 die Anthologie Hajimete no über dem Verlag Suirinsha veröffentlicht, die die Werke Watashi Dake no Shoyūsha, Yūrei, Iro Chigai no Trump und Hikari no Tane der vier Autoren zusammenfasst. Yoasobi schrieben und produzierten vier Lieder, die auf diese Werke basieren und am 10. Mai 2023 unter dem Titel Hajimete no auf CD erschien.
Im März 2022 arbeitete das Duo an verschiedenen Musikprojekten anderer Musiker und Gruppen. Das erste dieser Projekte, Baka Majime entstand in der Zusammenarbeit mit dem Hip-Hop-Duo Creepy Nuts. Da dieses Projekt nicht mit dem Konzept Yoasobis übereinstimmt, wurden Ayase und Ikura namentlich erwähnt. Diesem folgte die Herausgabe des ersten Livealbums unter dem Titel The Film, welches alle drei Konzerte, die die Gruppe im Jahr 2021 gegeben hat sowie eine ausgeweitete Version ihres Auftrittes in der Dokumentation Jōnetsu Tairiku enthält. Im Juli ging die Gruppe eine Zusammenarbeit mit Book Truck ein, um eine Pop-Up-Buchhandlung mitsamt Café zu eröffnen. Im August spielte die Gruppe erstmals auf dem Rock in Japan, dem Rising Sun Rock Festival und dem Sweet Love Shower. Das Duo steuerte mit dem Lied Shukufuku die Vorspannmusik zur Anime-Serie Mobile Suit Gundam: The Witch from Mercury des Gundam-Franchises bei. Dieses basiert auf Yurikago no Hoshi des Screenwriters Ichirō Ōkouchi und erschien im Oktober auf digitaler und physischer Ebene. Am 18. November 2022 erschien mit E-Side 2, die zweite englischsprachige EP auf digitaler Ebene. Im Dezember 2022 spielte die Gruppe ihre ersten Konzerte außerhalb Japans auf Indonesien und den Philippinen.
Das Duo tat sich mit den Universal Studios Japan um ein Titellied für das Schüler-Unterstützungsprogramm Unibaru zu schreiben und zu singen. Das Lied auf das Gewinnerwerk des Wettbewerbs, welches im Rahmen der Kampagne veranstaltet wird, basieren. Das Resultat ist die Entstehung des Liedes Adventure, dass auf Nagis Werk Lens Goshi no Kirameki o basiert, welches den Wettbewerb gewinnen konnte. Im Rahmen der Kampagne spielte die Gruppe zudem ein Konzert am 11. März 2023, bei dem das Lied Adventure erstmals live aufgeführt wurde. Yoasobi interpretierte mit ihrem Stück Idol das Vorspannlied zur ersten Staffel der Anime-Fernsehserie Oshi no Ko. Das Lied wurde offiziell am 12. April 2023, gleichzeitig mit der Ausstrahlung der ersten Episode im japanischen Fernsehen, mitsamt Musikvideo veröffentlicht. Es basiert auf die Kurzgeschichte 45510 des Oshi-no-Ko-Mangaka Aka Akasaka. Idol stieg auf Platz eins in den Billboard Japan Hot 100 ein, verblieb dort 21 Wochen ununterbrochen und baute somit einen Rekord für die längste Zeitperiode, die ein Lied ohne Unterbrechung an der Chartspitze verbringen konnte, aus. Den Rekord hatte das Duo mit dem Lied bereits im Juni 2023 gebrochen. Mit dem Lied gelang dem Duo zudem die ersten Charterfolge außerhalb Japans, wo es Notierungen in den offiziellen Singlecharts in Südkorea und Singapur erreichen konnte. Zwischenzeitlich erhielt das Duo für das Lied mehrere Platin-Schallplatten in Japan. Am 1. September 2023  gaben die Musiker die Herausgabe ihrer EP The Book 3 für den 4. Oktober bekannt. Gleichzeitig wurde mit Yūsha ein neues Lied vorgestellt, welches im Vorspann der Fantasy-Animeserie Frieren zu hören ist. Das Lied wurde am 29. September 2023, dem Tag der Serienpremiere im japanischen Fernsehen, offiziell auf digitaler Ebene veröffentlicht.
Am 5. April 2023 starteten Yoasobi auf ihre erste Arenatournee „Denkosekka“ durch Japan, die mit einem Konzert in Nagoya startete und ursprünglich am 4. Juni gleichen Jahres in Saitama enden sollte. Zwischenzeitlich wurden zwei zusätzliche Konzerte in Yokohama angekündigt, die am 23. und 24. Juni gleichen Jahres stattfinden. Zusätzlich spielte das Duo am 24. April ein Livestream-Konzert auf TikTok. Anfang August spielt das Duo im Rahmen des Head in the Clouds in Los Angeles ihr erstes Konzert in den Vereinigten Staaten. Yoasobi spielten am 6. und 7. November 2023 als Vorband für Coldplay auf deren Japan-Konzerte im Tokyo Dome, die im Rahmen der Music of the Spheres World Tour stattfanden. Zuvor absolvierte die Gruppe einen Auftritt auf dem von der britischen Band Bring Me the Horizon organisierten Nex_Fest, welches auf dem Gelände der Makuhari Messe in Tokio ausgetragen wurde. Auf dem Festival wurden außerdem Gruppen wie I Prevail, Babymetal und Maximum the Hormone bestätigt. Im gleichen Monat spielte das Duo auf dem 18fes des Fernsehsenders NHK ein neues Lied zum Thema Heartbeat, wobei vorab 1.000 Jugendliche gebeten wurden, dementsprechende Texte oder Performance-Videos beim Sender einzureichen. Das Stück, welches den Titel Heart Beat trägt, wurde letztendlich am 26. Dezember 2023 auf digitaler Ebene veröffentlicht. Einen Monat zuvor erschien mit Biri-Biri ein Lied, welches in Zusammenarbeit mit der Pokémon Company entstand, um die Spiele der neunten Spielegeneration zu feiern, welche im Jahr zuvor veröffentlicht wurden. Es basiert auf einer Kurzgeschichte von Ayano Takeda und beschreibt die Abenteuer zweier Charaktere aus dem Pokémon-Franchise. Am 13. November 2023 wurde das Teilnehmerfeld des 74. Kōhaku Uta Gassen vom Fernsehsender NHK veröffentlicht. Yoasobi traten nach 2020 und 2021 zum dritten Mal beim Musikwettbewerb an.
Im Dezember spielten Yoasobi auf dem Clockenflap Festival in Hongkong und dem Simple Life Festival auf Taiwan. Die beiden Festivalauftritte waren Teil der ersten Asientournee, welche in Südkorea, Singapur und Malaysia stattfand und im Januar 2024 endete. Direkt im Anschluss der Asientournee absolvieren die Musiker eine Japantournee, welche zwölf Konzerte in sechs Städte umfasst und im März 2024 endet. Zwischenzeitlich wurde bestätigt, dass Yoasobi im April auf dem Coachella Valley Music and Arts Festival spielen werden. Am 18. und 21. April 2024 geben die Musiker zwei Konzerte in Los Angeles und San Francisco. Zwischenzeitlich nahmen Ayase und Ikura auf Einladung an einem von Joe Biden veranstalteten Staatsbankett zum Empfang des japanischen Premierministers Fumio Kishida teil. Anfang Mai absolvieren die Musiker zwei Festivalauftritte in der Volksrepublik China. Im August sind Yoasobi erstmals auf dem Lollapalooza in Chicago zu sehen. Zudem spielt das Duo im Oktober und November ihre ersten Solo-Konzerte im Kyocera Dome in Osaka und im Tokyo Dome zur Feier des fünfjährigen Bestehens. Auch wurde eine Herausgabe des zweiten Live-Albums unter dem Titel The Film 2 für April 2024 angekündigt. Am 19. April 2024 gab das deutsche Musiklabel Black Screen Records bekannt, in Zusammenarbeit mit dem deutschen Zweig von Sony Music, die EPs The Book, The Book 2 und The Book 3 außerhalb Japans auf Vinyl zu veröffentlichen.
Zwischenzeitlich wurde angekündigt, dass die Musiker mit ihrem Lied Undead die Titelmusik zur Anime-Adaptation Off and Monster Season der Monogatari-Reihe beisteuern. Im Mai 2024 gab der japanische Sender NHK Sports bekannt, dass das Duo die Titelmusik für die Sportberichterstattung während der Olympischen Sommerspiele und den Sommer-Paralympics in Paris produzieren werde. Das Lied, das den Namen Butai ni Tatte trägt, wurde am 26. Juli 2024 veröffentlicht. Ende August 2024 wurde angekündigt, dass Yoasobi im Dezember ihre zweite Asientournee starten, die im Februar 2025 endet. Im Juni 2025 spielt das Duo ihr erstes Festivalkonzert auf europäischen Boden. Dieses findet im Zuge des Primavera Sound in Barcelona, Spanien statt. Zwei Tage später spielen die Musiker in der OVO Wembley Arena ihr erstes Konzert im Vereinigten Königreich. Im Anschluss tourt das Duo zwischen Juli und November auf einer 40 Konzerte umfassenden Konzertreise durch Japan.

## Mitglieder
- Ayase – Komposition, Songwriting, Produzent, Keyboard, Synthesizer, Sampling
- Ikura – Gesang

Band
- Zacro Misohagi – Keyboard, Backgroundgesang
- AssH – E-Gitarre
- Honogumo – Schlagzeug
- Hikaru Yamamoto – E-Bass

unterstützende Musiker
- Satoru Taguchi – E-Gitarre (2022)[122]
- Tatsuya Amano – Schlagzeug (seit 2023)[123]

## Auszeichnungen (Auswahl)
Seit Bestehen des Musikduos wurde dieses bzw. deren Werke für verschiedene Musik-, Film- und Medienpreise nominiert und ausgezeichnet. Dies ist eine Auswahl von Preisen, die die Musiker gewinnen konnten. Nicht gelistet werden Preise für Werke des Duos, die aber an andere Institutionen vergeben werden oder persönlich errungene Auszeichnungen. So erhielt Ayase zum Beispiel im Jahr 2023 zwei Auszeichnungen: Einmal den Silberpreis bei den JASRAC Awards und einmal den Komponistenpreis im Rahmen der Japan Record Awards. Diese sind im personenbezogenen Artikel gelistet. Auch nicht gelistet werden Auszeichnungen für Musikverkäufe (diese finden sich unter Yoasobi/Diskografie).
| Auszeichnung                 | Jahr | Kategorie                             | für                 | Resultat | Quellen         |
| ---------------------------- | ---- | ------------------------------------- | ------------------- | -------- | --------------- |
| Billboard Japan Music Awards | 2020 | Hot 100 of the Year                   | Yoru ni Kakeru      | Gewonnen | [ 124 ]         |
| Billboard Japan Music Awards | 2023 | Hot 100 of the Year                   | Idol                | Gewonnen | [ 125 ] [ 126 ] |
| Billboard Japan Music Awards | 2023 | Hot Animation of the Year             | Idol                | Gewonnen | [ 125 ] [ 126 ] |
| Billboard Japan Music Awards | 2023 | Streaming Songs of the Year           | Idol                | Gewonnen | [ 125 ] [ 126 ] |
| Billboard Japan Music Awards | 2023 | Download Songs of the Year            | Idol                | Gewonnen | [ 125 ] [ 126 ] |
| Billboard Japan Music Awards | 2023 | User-Generated Songs of the Year      | Idol                | Gewonnen | [ 125 ] [ 126 ] |
| Billboard Japan Music Awards | 2023 | Artist of the Year                    | Yoasobi             | Gewonnen | [ 125 ] [ 126 ] |
| CD Shop Awards               | 2022 | Finalist Award                        | The Book The Book 2 | Gewonnen | [ 127 ]         |
| CD Shop Awards               | 2022 | Special Award                         | The Book The Book 2 | Gewonnen | [ 127 ]         |
| CD Shop Awards               | 2024 | Finalist Award                        | The Book 3          | Gewonnen | [ 128 ]         |
| Crunchyroll Anime Awards     | 2024 | Best Anime Song                       | Idol                | Gewonnen | [ 129 ]         |
| Japan Gold Disc Awards       | 2021 | Best 5 New Artists                    | Yoasobi             | Gewonnen | [ 130 ]         |
| Japan Gold Disc Awards       | 2022 | Special Award                         | Yoasobi             | Gewonnen | [ 131 ]         |
| Japan Gold Disc Awards       | 2022 | Song of the Year by Download (Japan)  | Kaibutsu            | Gewonnen | [ 131 ]         |
| Japan Gold Disc Awards       | 2022 | Best 5 Songs by Download              | Kaibutsu            | Gewonnen | [ 131 ]         |
| Japan Gold Disc Awards       | 2022 | Song of the Year by Streaming (Japan) | Kaibutsu            | Gewonnen | [ 131 ]         |
| Japan Gold Disc Awards       | 2022 | Best 5 Songy by Streaming             | Kaibutsu            | Gewonnen | [ 131 ]         |
| Japan Gold Disc Awards       | 2024 | Song of the Year by Download          | Idol                | Gewonnen | [ 132 ]         |
| Japan Gold Disc Awards       | 2024 | Best 3 Songs by Download              | Idol                | Gewonnen | [ 132 ]         |
| Japan Gold Disc Awards       | 2024 | Song of the Year by Streaming         | Idol                | Gewonnen | [ 132 ]         |
| Japan Gold Disc Awards       | 2024 | Best 5 Songs by Streaming             | Idol                | Gewonnen | [ 132 ]         |
| Japan Expo Awards            | 2024 | Daruma – Meilleur Opening             | Idol                | Gewonnen | [ 133 ]         |
| Japan Record Awards          | 2021 | Special Achievement Award             | Yoasobi             | Gewonnen | [ 134 ]         |
| Japan Record Awards          | 2023 | Special International Music Award     | Yoasobi             | Gewonnen | [ 135 ]         |
| MTV Video Music Awards Japan | 2021 | Song of the Year                      | Yoru ni Kakeru      | Gewonnen | [ 136 ]         |
| MTV Video Music Awards Japan | 2022 | Artist of the Year                    | Yoasobi             | Gewonnen | [ 137 ]         |
| MTV Video Music Awards Japan | 2023 | Song of the Year                      | Idol                | Gewonnen | [ 138 ]         |
| MTV Video Music Awards Japan | 2023 | Best Animation Video                  | Idol                | Gewonnen | [ 138 ]         |
| Space Shower Music Awards    | 2021 | Song of the Year                      | Yoru ni Kakeru      | Gewonnen | [ 139 ]         |
| Space Shower Music Awards    | 2022 | Artist of the Year                    | Yoasobi             | Gewonnen | [ 140 ]         |
| Space Shower Music Awards    | 2022 | Best Pop Artist                       | Yoasobi             | Gewonnen | [ 140 ]         |

## Diskografie
EPs

| Jahr | Titel Musiklabel                           | Höchstplatzierung, Gesamtwochen, AuszeichnungChartsChartplatzierungen (Jahr, Titel, Musiklabel, Platzierungen, Wochen, Auszeichnungen, Anmerkungen) | Anmerkungen                                                     |
| Jahr | Titel Musiklabel                           | JP | Anmerkungen                                                     |
| ---- | ------------------------------------------ | --- | --------------------------------------------------------------- |
| 2021 | The Book Sony Music Entertainment Japan    | JP2 Gold + Gold (Digital) · (35 Wo.)JP | Erstveröffentlichung: 6. Januar 2021                            |
| 2021 | E-Side a Sony Music Entertainment Japan    | — | Erstveröffentlichung: 12. November 2021 nur digital             |
| 2021 | The Book 2 Sony Music Entertainment Japan  | JP2 Gold · (143 Wo.)JP | Erstveröffentlichung: 1. Dezember 2021                          |
| 2022 | E-Side 2 b Sony Music Entertainment Japan  | — | Erstveröffentlichung: 18. November 2022 nur digital             |
| 2023 | Hajimete no Sony Music Entertainment Japan | JP9 (12 Wo.)JP | Erstveröffentlichung: 10. Mai 2023 Einstieg in den Singlecharts |
| 2023 | The Book 3 Sony Music Entertainment Japan  | JP2 Gold · (56 Wo.)JP | Erstveröffentlichung: 4. Oktober 2023                           |
| 2024 | E-Side 3 Sony Music Entertainment Japan    | — | Erstveröffentlichung: 12. April 2024 nur digital                |

## Bibliografie
- Mayo Hoshino, Sōta Isshiki, Shinano, Kanami Minakami: Yoasobi Novel Collection: Yoru ni Kakeru. Hrsg.: Futabasha. 2020, ISBN 978-4-575-24321-5 (japanisch).
- Sōta Isshiki: Yume no Shizuku to Hoshi no Hana. Hrsg.: Futabasha. 2021, ISBN 978-4-575-44001-0 (japanisch).
- Osamu Suzuki: Haruka to Tsuki no Ōji-sama. Hrsg.: Futabasha. 2021, ISBN 978-4-575-31602-5 (japanisch).
- Natsumi: Taishō Roman Yoasobi "Taishō Roman" Original Novel. Hrsg.: Futabasha. 2021, ISBN 978-4-575-24446-5 (japanisch).
- Rio Shimamoto, Mizuki Tsujimura, Miyuki Miyabe, Eto Mori: Hajimete no. Hrsg.: Suirinsha. 2022, ISBN 978-4-16-401004-4 (japanisch).